# Karel De Gucht
Karel De Gucht (* 27. ledna 1954, Overmere, Belgie) je belgický a evropský politik, který v letech 2010–2014 působil jako komisař pro obchod Evropské komise vedene José Barrosem.
Od července 2009 do února 2010 působil jako komisař pro rozvojovou a humanitární pomoc.
V letech 2004 až 2009 byl belgickým ministrem zahraničních věcí.

## Vyznamenání
- velkokříž Řádu za zásluhy Polské republiky – Polsko, 18. října 2004[1]
- velkokříž Řádu prince Jindřicha – Portugalsko, 8. března 2006[2]